# 222 Pułk Piechoty (Imperium Rosyjskie)
222 pułk piechoty (ros. 222-й пехотный Красненский полк) – rezerwowy oddział piechoty armii Imperium Rosyjskiego.

## Charakterystyka
Sformowany w lipcu 1914 na bazie zalążków wydzielonych z 2 pułku piechoty.

Organizacja pułków rezerwowych była identyczna jak pułków regularnych. W przededniu I wojny światowej pułk etatowo posiadał cztery bataliony po cztery kompanie oraz kompanię tyłową. Kompania piechoty czasu wojny liczyła około 240 żołnierzy i 4–5 oficerów. Na szczeblu pułku występował także pododdział karabinów maszynowych (8 km), łączności (w tym 14 konnych gońców i 21 telefonistów) i zwiadowczy (64 zwiadowców, w tym 4 kolarzy). W sumie pułk liczył około 4000 żołnierzy.

Rozformowany w 1918.

## Podporządkowanie
Lipiec 1914:
- 56 Dywizja Piechoty
  - 1 Brygada Piechoty
    - 222 rezerwowy pułk piechoty